# Conservatoire d'Amsterdam
Le conservatoire d'Amsterdam (en néerlandais : Conservatorium van Amsterdam) est l'une des neuf écoles supérieures de musique des Pays-Bas et la plus importante d'entre elles. Fondé en 1884, il propose des programmes d'éducation musicale, de musique ancienne, de musique classique, d'opéra et de jazz au sein de l'université des sciences appliquées pour les arts d'Amsterdam (Amsterdamse Hogeschool voor de Kunsten, AHK). En 2013, il compte environ 1 100 étudiants.

## Historique

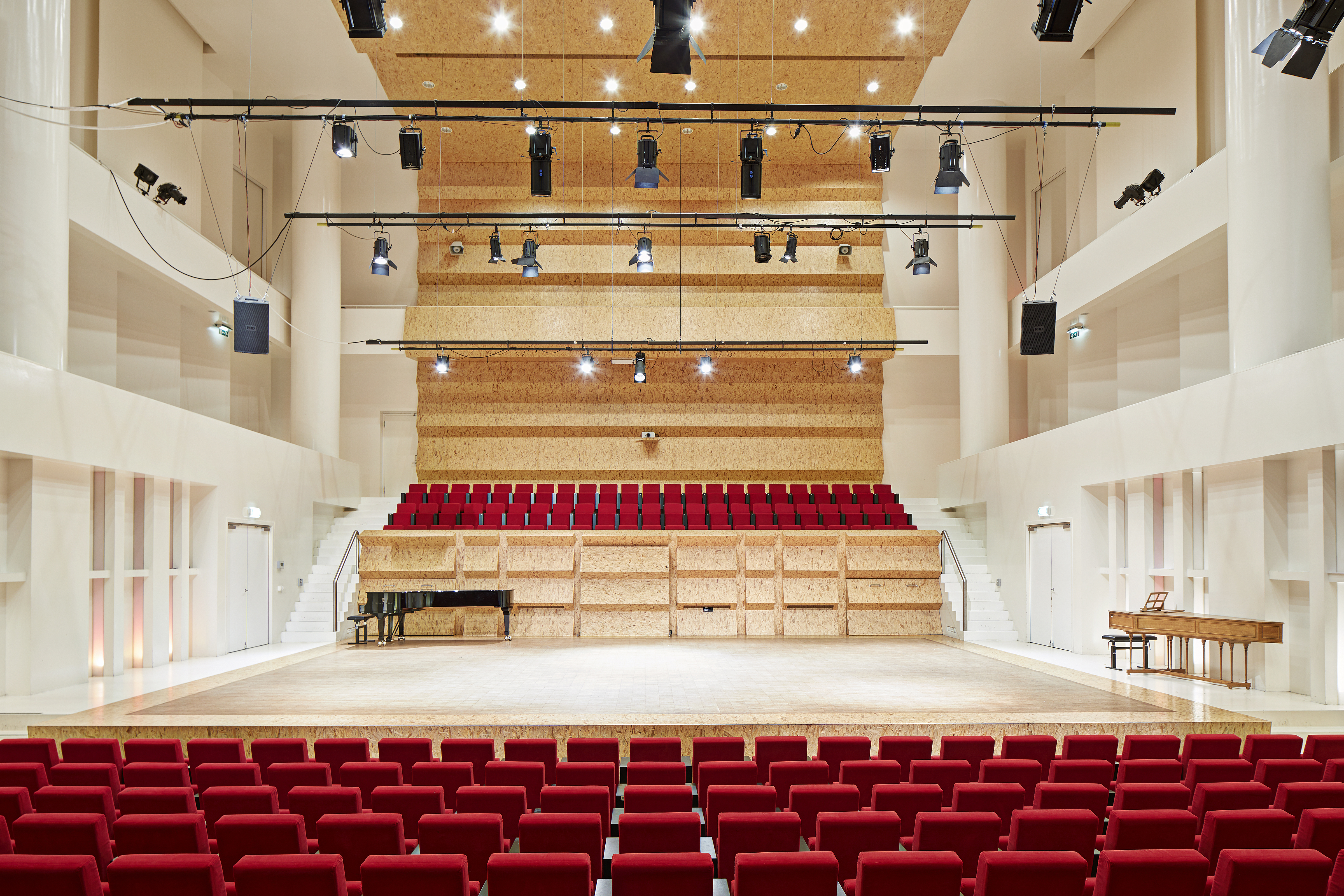
La salle Bernard Haitink du conservatoire d'Amsterdam.

Le premier conservatoire d'Amsterdam (Amsterdamsch Conservatorium) est inauguré le 15 septembre 1884 par Julius Röntgen, Frans Coenen et Daniël de Lange. En 1920, une académie de musique concurrente est créée à Amsterdam par une société appelée « Muzieklyceum ». La salle Bach (Bachzaal), utilisée par l'Amsterdamsch Conservatorium, est achevée en 1931.
En 1976, l'Amsterdamsch Conservatorium, le conservatoire de la société Muzieklyceum et le Muzieklyceum de Haarlem fusionnent pour former le conservatoire Sweelinck. Cette « nouvelle » école de musique déménage en 1985 dans le Rijkspostspaarbank, l'ancien bâtiment de la banque de l'épargne sur la Van Baerlestraat. En 1994, le conservatoire Sweelinck fusionne avec le conservatoire d'Hilversum pour former le conservatoire d'Amsterdam. À partir de 1998, les cours sont donnés dans les installations de la Van Baerlestraat et du Nieuwe Vaart dans l'est d'Amsterdam. En 2008, l'école déménage dans un nouveau bâtiment sur l'Oosterdokseiland (nl), inauguré par la reine Beatrix.

## Professeurs
- Peter Kooy
- Anneke Uittenbosch
- Bob van Asperen
- Tjako van Schie
- Mieneke van der Velden

## Anciens élèves
- Diana Baroni
- Bart Berman
- Frans Brüggen
- Caro Emerald
- Bernard Haitink
- Aapo Häkkinen
- Silvia Márquez Chulilla
- Harry Sparnaay
- Bob van Asperen
- Ella van Poucke
- Frank Peter Zimmermann